# Acacia constablei
Acacia constablei är en ärtväxtart som beskrevs av Mary Douglas Tindale. Acacia constablei ingår i släktet akacior, och familjen ärtväxter. Inga underarter finns listade i Catalogue of Life.